# 马修·梅
马修·詹姆斯·梅（英語：Matthew James Moy，1984年—），又译马修·摩伊，美籍华人演员，祖籍香港。

## 生平
1984年生于旧金山，于加利福尼亚大学戴维斯分校获日语学士学位。在做演员之前曾当过麻醉师、配音。参演的电视剧有《实习医生风云》、《犯罪心理》第五季、《查莉成长日记》、《欢乐道撤》、《老爸老妈的浪漫史》、《不求回报》、《左右不逢源》《愛卡莉》 第2季等。还在喜剧《破产姐妹》中饰演了韩裔饭店店主李憨。